# 七星 (女子プロレスラー)
七星（ななせ）は日本の女子プロレスラー。

## 所属
- プロレスリング・SECRET BASE（2022年7月24日 - 2023年11月7日）
- フリーランス（2023年11月8日 - ）

## 経歴
- 北海道根室市を活動拠点とするアマチュアプロレス団体『新根室プロレス』の10周年企画「仮面アイドルプロジェクト」が行われ、2016年9月10日の三吉神社例大祭2016にてアマチュアプロレスデビュー（対エゴイスト戦）また同団体のテーマ曲『GO!GO!シンネムロ』を歌っていた。北方領土元島民三世（父方の祖母が歯舞群島の志発島出身）。
- スターダムやJTOに練習生として在籍したことがあり、スターダムではレディ・C、JTOでは柳川澄樺、神姫楽ミサ、YuuRI（ガンバレ☆プロレス）などと練習生時代の同期にあたる。

### 2021年
- 11月28日　SECRETBASE調布はあとふるホール大会にて代表清水基嗣と初面談。ルチャドーラになりたい想いを持って入団を決める。入団面接時に清水も北方領土元島民二世（国後島）であったことを知る[1]。

## 2022年
- 1月29日　SECRET BASE所属の練習生となる。
- 6月12日　調布はあとふるホール大会にて清水基嗣より同年7月24日の新宿FACE大会でデビュー戦を行うことが発表される。
- 7月24日　同団体初の生え抜きルチャドーラとして新宿FACE大会でデビュー[2][3][4]ミス・モンゴル&◯あきば栞（17分17秒 フィッシャーマンズ・スープレックスホールド）中森華子＆七星●[5]試合前には同団体への入団を紹介したプロレスラー鈴木心選手から花束の贈呈が行われた。
- 8月21日　高島平区民館大会では、メキシコの老舗団体であるCMLLレディースよりダリス、ステファニー・バッケルが初参戦。デビュー2戦目にして本場のルチャドーラと対戦する事となる。 あきば栞&ステファニー・バッケル&七星●（11分08秒 サイドバスター→体固め）ミス・モンゴル&◯ダリス&藍川はるか[6]
- 9月18日　SECRET BASEのホームである調布はあとふるホール大会に選手として凱旋。あきば栞と初のシングルマッチを行う。 ◯あきば栞（11分8秒 極楽固め）七星●[7]
- 9月25日　大阪沖縄会館大会で沙恵（柳ケ瀬プロレスLadius)・みゆ(BRS)が参戦。七星 ･みゆ VSあきば栞･沙恵の対戦となる。関西では初試合 ◯あきば栞&沙恵（10分30秒 フィッシャーマンズスープレックスホールド）七星●&みゆ[8]
- 10月1日　『BRANCH調布フェス2022』でエキシビジョンマッチに参戦。[9]
- 10月2日　新宿FACE大会で、CMLLレディースのダリス、ステファニー・バッケルが2度目の参戦。あきば栞とSECRET BASE女子部（シクレべ女子部）でタッグを組み対戦する。 あきば栞&七星●（11分48秒 ブレーンバスター→片エビ固め）◯ダリス&ステファニー・バッケル[10]
- 10月8日～9日　調布市商工まつりでエキシビジョンマッチに参戦。[11]
- 10月30日　 調布はあとふるホール大会第4試合にて、川島真織とタッグを組み、HANAOKA･あきば栞組と男女混合試合を行い、新技を披露している。メインイベント第5試合[12]（ハロウィンバトルロワイヤル）にも参戦。 HANAOKA&◯あきば栞（19分13秒 フィッシャーマンズスープレックスホールド）川島真織&七星●[13]
- 11月3日　新宿FACE大会で高瀬みゆき、ミス･モンゴルが参戦。七星はミス･モンゴルと共に得意技を連発、あきば栞、高瀬みゆき組を苦戦させる。 ◯あきば栞&高瀬みゆき（15分42秒 スワントーンボム→片エビ固め）ミス・モンゴル&七星●[14]
- 11月19日　調布はあとふるホール大会第2試合にてあきば栞と2度目のシングルマッチを行う。七星は開始直後から、あきば栞の左膝に狙いを定め、メテオロス･デ･スコルピオで挑んで行く。 ◯あきば栞（11分10秒 極楽固め）七星●[15]
- 12月17日　HUB 吉祥寺大会第1試合で七星、藍川はるか、アミーゴ鈴木VS清水基嗣、宇宙銀河戦士アンドロス、あきば栞。カウンターに登りフライング･ボディプレスを決めるなどで終始会場を盛上げる。藍川はるかが宇宙銀河戦士アンドロスからスリーカウントを奪い勝利。また第3試合後、急遽決定したバトルロワイヤルでは4位。[16]
- 12月18日　調布はあとふるホール大会第1試合では、清水基嗣との混合ダッグで川島真織、あきば栞組に挑む。年内LAST MATCH。序盤から果敢に挑み奮闘する。 ◯あきば栞&川島真織 （20分14秒 フィッシャーマンズスープレックスホールド）七星●&清水基嗣[17]
- 12月28日　週間プロレス『プロレスグランプリ2022』中間発表新人賞部門で5位にランクイン。

## 2023年
- 1月15日　調布はあとふるホール大会第3試合で清水基嗣とダッグを組み、昨年のリベンジマッチとして川島真織、藍川はるか組と対戦する。第5試合の新春バトルロワイヤルにも参戦！ 川島真織&◯藍川はるか（14分28秒 救済）清水基嗣&七星●[18]
- 1月25日　週刊プロレス『プロレスグランプリ2022』結果発表!!　新人賞部門…第5位（922票）[19]好きなプロレスラー部門…第14位（474票）[20]また『ネットプロレス大賞』新人賞部門第19位（89票）[21]
- 1月26日　北方領土返還要求静岡県民大会に元島民3世のパネリストとして登壇。
- 1月28日　YouTubeで『七星のゲーム基地』チャンネルを開設
- 2月 5日　調布はあとふるホール大会第2試合でYANAGAWA（暗黒プロレス組織666）と初のタッグを組み、あきば栞、フェリスト組と対戦。 フェリスト&◯あきば栞（17分35秒 スワントーンボム→体固め）YANAGAWA&七星●[22]
- 2月 7日　第43回『北方領土の日』記念史跡めぐりマラソン大会に参加
- 2月18日　NPW瓜破会館大会（大阪府）に参戦。デビュー後初の他団体での試合となる。◯タコヤキーダー＆藍川はるか＆ダイナ御堂（18分23秒 トラースキック→片エビ固め）清水基嗣＆七星＆道端剛史●
- 3月 5日　SECRET BASE 旗揚げ14周年高島平区民館大会　第3試合にてあきば栞とのシクレべ女子部（半年ぶり、2度目のタッグ）で高瀬みゆき、藍川はるか組と対戦。 あきば栞&七星●（15分48秒 ダイビングギロチンドロップ→片エビ固め）◯高瀬みゆき&藍川はるか[23]
- 3月19日　調布はあとふるホール大会（七星は怪我の療養の為欠場）第4試合、あきば栞がポニーテール姿、七星流星軍Tシャツを腰につけ入場。七星ポーズを決めるなど会場を盛り上げる。
- 4月 9日　新宿FACE大会復帰戦となる第3試合にて清水ひかりと組み、あきば栞、笹村あやめと対戦する ◯あきば栞&笹村あやめ（13分16秒 スワントーンボム→体固め）清水ひかり&七星●[24]
- 4月14日　札幌大会前夜祭イベントとしてプロレス酒場アンブッシュで七星1日店長dayを開催[25]
- 4月15日　団体初の北海道大会がガトーキングダムサッポロで開催。凱旋試合となる第3試合では札幌市出身のミス・モンゴルと道民タッグを組み、あきば栞、藍川はるか組と対戦する。 ◯あきば栞&藍川はるか（11分58秒 スワントーンボム→片エビ固め）ミスモンゴル&七星●[26]
- 4月23日　大阪沖縄会館大会、第1試合では、宇宙銀河戦士アンドロスと初タッグを組み、KONOHA、クレイジーᒍ組、藍川はるか、イデア組との3WAY6人タッグマッチをノータッチルールで行う。 宇宙銀河戦士アンドロス&七星●（13分47秒 オクラホマロール）イデア&◯藍川はるか VS クレイジーJ&KONOHA[27] 同日、プロレスリングBUKOTSUに初参戦しシン・武骨太郎と共にレッカ、マリ卍組と対戦する。◯レッカ＆マリ卍（17分21秒 変形デスバレーボム）シン武骨太郎●＆七星
- 5月 4日　高島平区民館大会第3試合にて黒田哲広と初タッグ。フェリスト、ミス・モンゴル組と対戦。全員が北海道出身との話も合ったが試合後、フェリスト選手だけが愛知県出身と明かしている。 フェリスト&◯ミス・モンゴル（16分11秒 カンバヤC）黒田哲広&七星●[28]
- 5月13日　調布市観光フェスティバルに参加。エキシビジョンマッチを行う。[29]
- 5月14日　調布はあとふるホール大会第2試合にて2度目の参戦となる清水ひかりとシングルマッチを行う（他団体の選手とは初試合） 七星●（9分36秒 イナズマレッグラリアット→体固め）◯清水ひかり[30]
- 6月11日　NPW 柳ヶ瀬M'sCafe大会に緊急参戦!第2試合にてイデア vs 藍川はるか vs 清水基嗣 vs Matou vs 佐々木幹也vs七星の6WAYMATCHを行う。第5試合のバトルロワイヤルにも参加（勝者HIPHOP MAN）
- 6月25日　調布はあとふるホール大会第2試合、初参戦となる本間多恵とのタッグであきば栞、藍川はるか組に挑む。メントイベント後、鈴木謙介の申し出により決まったバトルロワイヤル（オーバーザトップロープルール）にも参加。 ◯あきば栞&藍川はるか（18分27秒 ブロックバスターホールド）本間多恵&七星●[31]
- 7月16日　サマーフェスティバル in国領2023に参加。[32]
- 7月23日　新宿FACE大会 第2試合、デビュー1周年となる七星（Newマスク姿で登場）は、あきば栞、藍川はるかと組み、デビュー戦の対戦相手であったミス･モンゴル、3度目の出場となる清水ひかり初参戦となる櫻井裕子と対戦する。 あきば栞&藍川はるか&七星●（16分12秒 ダイビングフットスタンプ→片エビ固め）ミス・モンゴル&◯清水ひかり&櫻井裕子[33]
- 8月13日　豊中市立ローズ文化ホール大会（NPW）　第2試合では清水基嗣、初参戦のマリ卍と組みHANAOKA、藍川はるか、2度目の出場となるKONOHA組と対戦する。（4月23日の大阪沖縄会館大会 第1試合において藍川はるか、KONOHAと3WAY6人タッグマッチで対戦。また同日行われたpw_武骨 第2試合でマリ卍と対戦している。）◯藍川はるか＆KONOHA＆HANAOKA（19分1秒 救済→体固め）マリ卍＆七星●＆清水基嗣
- 8月27日　調布はあとふるホール大会第2試合にてフェリストと初タッグ。藍川はるか、宇宙整備士ポール（初対戦）組と対戦する。得意技（スタナー、スリングブレード等）を駆使し奮闘。終盤、宇宙整備士ポールに七星がトルティージャを決め、フェリストが得意技スワントーンボムからの体固めで3フォールを奪い取り勝利する。 ◯フェリスト&七星（12分52秒 スワントーンボム→体固め ） 藍川はるか&宇宙銀河整備士ポール●[34]
- 9月1日　JTO『GIRᒪS SPECIAL』新木場1st Ring大会でJTO初参戦。第3試合にてrhythmと対戦。 ○rhythm（11分14秒、rhythm cross）七星●[35]
- 9月10日　初開催となる王子ベースメントモンスター大会第3試合。七星はあきば栞と組み半年ぶり3度目の結成となるシクレべ女子部でミス･モンゴル、CMLLレディースより初参戦となるダーク･シルエタと対戦。 ●あきば栞&七星（14分10秒 雪崩式ブレーンバスター→片エビ固め）ミス・モンゴル&ダーク・シルエタ◯[36]
- 9月17日　調布はあとふるホール大会 怪我の治療の為欠場
- 9月23日　水道橋チャンピオンにてダーク･シルエタとの合同グッズ販売が開催される
- 10月15日　新宿FACE大会  10月21日  神戸リングソウル大会  22日  大阪沖縄会館大会　29日 調布はあとふるホール大会等は怪我の療養の為に欠場!
- 11月10日　治療に専念する為に11月7日付けでSECRET BASEを退団することがSECRET BASEの公式X（旧Twitter）で発表された。[37]
- 11月27日　online store『七星流星軍の武器庫』を開設。限定ポートレート、らくがきチェキなどのグッズを販売。開始3分で着用していたマスクが完売となる。

## 2024年
- 1月6日　JTO 『GIRᒪS SPECIAL』新宿FACE大会。復帰戦となる第1試合で昨年9月に対戦したrhythmとタッグチーム『プリズムスター』を結成。山縣優＆○Hisoka（10分54秒、ひそかったー→体固め）rhythm＆七星●[38]
- 1月13日　JTO GLRLS TOURNAMENT2024 横浜にぎわい座大会に出場が決まっていたHisokA選手の辞退により急遽出場が決定。デビュー後初めてのトーナメント戦によるJTOルール（勝敗・3カウントフォールなし・ギブアップ、KO、レフェリーストップ・3ロストポイント TKO）での試合となった。○稲葉あずさ（2分27秒 稲葉あずさの足絞）七星●[39]
- 1月19日　北方領土返還要求静岡県民大会にて講師として登壇[40][41]
- 2月1日　水道橋たかところでプリズムスター自主興行のチケット即売会を開催。
- 2月4日　JTO GLRLS TOURNAMENT2024 王子ベースメントモンスター大会に参戦予定だったが、対戦相手の鈴木ユラ選手のインフルエンザ罹患が2月4日当日にJTO公式Xにて発表され、試合は中止となった。
- 2月10日　千葉JTOアリーナ本店にてrhythmとのプリズムスター自主興行 『Milk Dipper』を開催。[42]　◉『Milk Dipper』は七星とrhythmの星座が共にいて座である事から、いて座を構成する星の一つである南斗六星が天の川（Milky Way)のミルクを掬う柄杓（Milk Dipper）と呼ばれることに由来する。名も無い星達（若手プロレスラー）を掬って輝かせたいという想いを込めている。1部 ○Hisoka（6分5秒、トライアングルランサー）七星●。2部 ○TAKAみちのく（3分42秒、キャメルクラッチ）七星●。2部延長戦 TAKAみちのく&○Hisoka（9分47秒、ウラカン・ラナ）rhythm＆七星●[43]
- 2月25日　CMLLxLADYS RINGxメキシコ観光『ルチャフェス』新木場1stRING大会に参戦。○バニー及川＆ Chi Chi（10分58秒、魔神風車固め）rhythm＆七星●[44]
- 3月1日　JTO 東京・後楽園ホール大会に参戦[45]自身初となる後楽園ホールでの試合となる。新しいマスク、オーバーマスク、コスチューム、ガウンにて登場。柳川澄樺＆神姫楽ミサ＆○HisokA（6分57秒、ひそかったー→片エビ固め）rhythm＆七星＆みず葉●[46]
- 3月24日　JTO 大阪・176BOX大会に参戦。Aoi &○山縣優& HisokA（11分43秒、フェースロック）rhythm ＆七星＆みず葉●[47]
- 3月24日　インディJr.祭・176BOX大会に参戦。トーナメント1回戦　○Mr.マスク（3分45秒、エビ固め）七星●[48]

- 4月7日　静岡県伊豆市・狩野川記念公園で行われるN'sマルシェにてMCを担当[49]
- 4月17日　JTO SPECIAL 新木場1stRING大会に参戦。五十鈴デビュー戦 ○rhythm＆七星（8分57秒、rhythm crush → エビ固め）五十鈴&みず葉●[50]rhythmとタッグチーム、プリズムスターとしては初勝利となる。
- 4月20日　あずひそ興行 with Aoi JTOアリーナ千葉本店大会に参戦。○Aoi（8分57秒、ファイナルカット → エビ固め）七星●[51]
- 4月21日　山縣優自主興行 優勇錬磨vol.6に参戦。○藤田あかね（8分7秒、アバランシュホールド→ 片エビ固め）七星●
- 5月5日　JTO 愛知・枇杷島スポーツセンター大会に参戦。○山縣優＆Hisoka（9分10秒、フェースロック）七星＆みず葉●　※rhythmが負傷欠場により当日カード変更[52]
- 5月10日　JTO 東京・後楽園ホール大会に参戦。ジャンボ井上デビュー戦 五十鈴&○ジャンボ井上（9分18秒、コブラツイスト）rhythm＆七星●[53]
- 5月12日　群馬県高崎市・覆面G-MANIA vol,4に参戦予定。初の群馬県での興行参戦および、覆面MANIAに初参戦。Aoi &○ダーク･シルエタ（18分53秒、雪崩式ブレーンバスター→体固め）rhythm＆七星●
- 5月26日　JTO GLRLS 高島平区民館大会に参戦。○rhythm（8分46秒、rhythm f）七星●[54]
- 6月2日　JTO GLRLS 横浜にぎわい座大会に参戦。○ジャンボ井上（9分55秒、コブラツイスト）七星●　GIRLSランキングマッチ[55]
- 6月22日　七星流星軍 決起集会in秋葉原ラフィーネを開催
- 6月30日　JTO 稲葉姉妹初凱旋アフターイベントプロレス・名古屋スポルティーバアリーナに参戦。○稲葉ともか（7分34秒、手殺ともか固め）七星●。メインのスペシャルロイヤルコスプレランブルにも参加し、アイドルコスプレを披露する。[56]
- 7月15日　JTO 東京・後楽園ホール大会に参戦。山縣優&rhythm＆○七星（5分53秒、ラ・マヒストラル）みず葉&五十鈴&ジャンボ井上●。デビュー2年にして初勝利！[57]
- 8月2日　JTO 東京・タワーホール船堀『Milk Dipper rhythmデビュー5周年』大会に参戦。[58]七星デビュー2周年記念スペシャルシングルマッチ　●七星（10分54秒、チョークスラム → エビ固め）レディ・C（スターダム）○。※7月15日の後楽園ホール大会後のバックステージコメントにてレディ・Cへの対戦希望があり、X上にて選手同士のやりとりがあった。その後7月16日の鳥越アズーリFM「JTOという名のラジオ」にて対戦決定が発表され、七星がスターダム練習生時代にレディ・Cと同期であったことが明かされた。
- 8月11日　北都プロレス 帯広の大正ふれあい広場で行われる大正商工夏祭り2024に参戦[59]北都プロレス初参戦。対戦カード 神田愛実 vs 七星　→神田愛実が発熱により欠場で対戦カード変更。○七星（7分25秒、ラ・オサマジョール）ルー・ルルル●。選手全員参加によるバトルロイヤルにも参戦。
- 8月12日　北都プロレス 滝川市農村環境改善センターで行われるチャリティープロレスin江部乙に参戦[60]対戦カード 神田愛実 vs 七星　→神田愛実が発熱により欠場で対戦カード変更。○七星（7分28秒、メテオロス・デ・スコルピオ）ルー・ルルル●。選手全員参加によるバトルロイヤルでも優勝。○七星（8分35秒、ダイビング・ボディアタック→2人まとめてフォール）盤城利樹●、清水来人●。退場順＝藤原、熊五郎、斗猛矢、梅沢、木藤＆仲川、盤城＆清水
- 8月18日　北都プロレス 小樽ドリームビーチ祭のイベントプロレスに参戦。○神田愛実（スライディングラリアット）七星●
- 8月24日　JTO 『またやるよっ！あずひそ興行』JTOアリーナ千葉本店大会に参戦[61]ギャル友チーム 稲葉あずさ&七星●（15分1秒、ひそかったー → 片エビ固め）ご近所さんチーム ○HisokA &五十鈴
- 8月26日　BERSERKER REBOOT・OSW道場大会に参戦[62]対戦カード ○バニー及川 vs 七星●
- 8月29日　JTO 『GIRᒪS SPECIAL』新宿FACE大会に参戦。 ○rhythm＆七星（12分37秒、rhythm crush → エビ固め）リアラ●&長谷川美子[63]
- 8月30日　JTO 青森・SAKURAアリーナ大会に参戦。○神姫楽ミサ（6分38秒、はれときどきミサ → 片エビ固め）七星●[64]
- 8月31日　JTO 宮城・宮城野区文化センター大会に参戦。rhythm＆七星●&稲葉ともか（15分24秒、フェースクラッシャー → 体固め）神姫楽ミサ&○リアラ＆稲葉あずさ[65]
- 9月1日　JTO 岩手・サンレック北上大会に参戦。○神姫楽ミサ&柳川澄樺（15分58秒、はれときどきミサ → 片エビ固め）七星●＆ジャンボ井上[66]
- 9月8日　JTO　稲葉あずさ自主興行　JTOアリーナ千葉本店大会に参戦。○ブラックrhythm（10分9秒、B.R.D → エビ固め）ブラックmelody vs 七星 &みず星●[67]
- 9月22日　JTO 『GIRᒪS SPECIAL』群馬・Gメッセ群馬大会に参戦。rhythm＆七星●（10分38秒、フェースロック）○山縣優&リアラ[68]
- 10月5日　JTO タッグ選手権 王者決定1DAYトーナメント 横浜にぎわい座大会に参戦。rhythm＆七星●（11分44秒、A-wing）稲葉ともか＆○Aoi[69]
- 10月13日　JTO 北海道・ガトーキングダムサッポロ大会に参戦。rhythm＆七星＆みず葉●（15分9秒、1010）神姫楽ミサ&○柳川澄樺&ガキにゃん仮面[70]
- 10月14日　JTO 北海道・函館大会に参戦。稲葉ともか＆七星＆みず葉●（13分28秒、姉超）○稲葉あずさ&神姫楽ミサ&柳川澄樺[71]
- 10月26日　BERSERKER Level 10.26・OSW道場大会に参戦[62]対戦カード ○SAKI vs 七星●
- 10月27日　プロレスリングサッポロ 旗揚げ20周年記念興行 白石東地区センター大会に参戦。プロレスリングサッポロ初参戦。対戦カード イソロク● vs ○七星
- 10月28日　水道橋おっこんdeマットプロレスに参戦。初参戦。×ライディーン鋼（1分40秒、無効試合）×七星　※まおうむろたの乱入
- 11月1日　JTO 東京・後楽園ホール大会に参戦。大会後のXにてコスチューム職人になるため修行及び開業予定と明かされた。
- 11月10日　JTO 大阪・176BOX大会に参戦。○七星（8分59秒、メテオロス・デ・サジタリオ）みず葉● [72]
- 11月22日　BERSERKER vol4・OSW道場大会に参戦。対戦カード 七星● vs ○AKARI
- 11月24日   Mrマスクとのコスチューム作成特化型ユニットGUILTY CRAFT（ギルティ クラフト）結成が正式に発表され、以後「#ギルクラ」のハッシュタグを用いて活動報告が行われている。
- 11月29日　北都プロレス 北海道根室市・ベルクラシック根室大会に参戦根室市出身の七星として、初の凱旋試合。[73][74] ○神田愛実（11分34秒、スライディング・ラリアット）七星●。9人参加時間無制限バトルロイヤルにも出場。○七星（6分32秒、鈴木の首固めをひっくり返す）鈴木 心●　※退場順＝レッカ、神田愛実、木藤裕次＆磐城利樹＆神崎ユウキ、松本千穂、シドニー昌太スティーブンス、鈴木
- 12月1日　北都プロレス 北海道恵庭市・夢創館大会に参戦。●松本千穂（6分48秒、メテオロス・デ・サジタリオ）七星○
- 12月15日　マッスルボルテージvol.2 静岡クリエート浜松大会に参戦。　◯七星 VS フライング・ペンギン●
- 12月21日　MUSIC OITA EXPO vol.2　大分アミュプラザおおいた屋根下広場大会に参戦。　アズールドラゴン＆プロフェッサー・イトー＆七星 vs アステカ＆新泉浩司＆フライング・ペンギン　※特別レフェリー　獣神サンダー・ライガー
- 12月末、精神的にくる体調不良のため療養に専念することを発表。

## 2025年
- 3月2日　２point5女子プロレス　毎日放送MBSちゃやまちプレステージ大会に参戦。『メインイベント KSR選手権』にて第2代KSR王者 フライング・ペンギンに挑む!（復帰第1戦が初のタイトルマッチ戦となる。また通算77試合目）●七星 （13分26秒　ダイビング・ボディープレス ➔ 片エビ固め）フライング・ペンギン○
- 3月11日  水道橋おっこんマットプロレスに参戦。○ライディーン鋼（2分48秒、2-1）●七星、◯七星（3分44秒、2-10）●咲蘭、○咲蘭（3分29秒、カサドーラ）●翔太、ライディーン鋼、仲川翔大、中野貴人、七星
- 3月15日　代々木公園サルサストリート／エルハラペーニョ1日店長
- 3月29日  大阪此花区一休ホール／Candy興行　サブメインイベント ●七星、しゃあ（片エビ固め）藤田あかね、CoCo○
- 4月8日　21時より「ボクラノプロレス in 怪奇スナック竹千代〜ハポンにメヒコの風が吹く」を生配信が決定！
- 4月20日マッスルボルテージ女子 静岡県浜松市可美公園総合センター　第1試合 ●七星vs○バニー及川
- 4月28日 CMLLレディースリング Post di Amistad大会（ディアナ道場）セミファイナル ●七星（9分59秒、片エビ固め）○ジュビア　※Lluvia Especial
- 4月29日 BERSERKER Vol.9に参戦！七星vs鈴木心（初の師弟対決となる）●七星vs○鈴木心
- 5月3日 静岡県・伊豆を拠点とした観覧無料楽しめる　マットプロレス『伊豆あちこちプロレス』 始動！N'sマルシェさんのご協力のもと、イベント内にてマットプロレスを開催予定だったが雨天の為中止となる
- 5月12日 水道橋おっこんマットプロレスに参戦。○七星、ライディーン鋼（8分57秒、レフェリーストップ）●定アキラ、神野聖人　※クロス式フェースロック　緊急決定試合バトルロイヤル○七星（4分33秒、首固め）●サンダー・インバウンド　※退場順=ライディーン鋼、タイガー木原、定アキラ、神野聖人、インバウンド
- 5月17日  プロレスリング華☆激に初参戦。こども夢応援チャリティープロレス福岡県・朝倉体育センター　○アステカ、タコスキッド、フライング・ペンギン（14分17秒、トレインタ）アズールドラゴン、●岡田剛史、七星
- 5月18日  プロレスリング華☆激　鹿児島県・曽於市末吉総合体育館　アステカ、タコスキッド、○フライング・ペンギン（14分17秒、体固め）マサ・ゴトー、岡田剛史、●七星　※ファーストペンギン
- 5月21日 東京・OSW道場 BERSERKER Vol.10　鈴木心との再戦!　　●七星vs○鈴木心
- 5月31日・6月1日  静岡・牧之原『静波パラサーフィンフェスタ』にてマットプロレス『伊豆あちこちプロレス』を開催！モンスター・マウスと対戦。開催2日目、モンスター・マウス戦で新技アンヘル・オ・ディアブロ(天使か悪魔)で勝利する。○七星（アンヘル・オ・ディアブロ）●モンスター・マウス
- 6月8日  プロレスバー StO くい菊珍道中に初参戦（南加賀マットプロレス(M2P)旗揚げ）マットプロレスにて初のハードコアマッチとなる。七星 (20”35 プランチャ→体固め) ●菊タロー くいしんぼう仮面
- 6月9日  テレビ朝日系列で放送されている情報番組『大下容子ワイド!スクランブル』の「ピックアップNEWS」コーナーにおいて、「戦後80年 元島民3世の女子プロレスラー『北方領土問題』解決訴え」と題した特集が放送された。 この特集では、戦後80年を迎える節目にあたり、元島民の三世としてのルーツを持つ女子プロレスラーが、リング内外で北方領土問題の平和的解決を訴えている姿が紹介された。彼女の家族の歴史や、プロレスを通じた社会的メッセージの発信活動に焦点を当て、視聴者に対し北方領土問題の風化防止と理解促進を呼びかける内容となっていた。
- 6月15日　静岡・三島楽寿園「伊豆あちこちプロレス」鈴木心vs七星は雨天の為中止となる
- 6月22日 マックスボルテージ特別編に参戦！第8試合8人タッグマッチ! 越中詩郎 、スペル・デルフィン 、くいしんぼう仮面 、○フライング・ペンギン （13分27秒、回転エビ固め） ●菊タロー 、SUGI 、プリティ太田 、七星
- 6月23日   水道橋おっこんマットプロレスに参戦！ザ・グレート・サスケと初タッグを組む（お互いのマスクを模したハーフマスクを着用）○冬柴拓真&X=室田渓人（16分33秒、体固め）ザ・グレートサスケ●＆七星※合体パワーボム
- 6月29日  ハルミックスプロレス　カミケンシルクドーム大会に初参戦！くいしんぼう仮面、◯キラ☆アン（16分31秒、横入り式エビ固め）菊タロー●、七星
- 7月2日　たかところ水道橋居酒屋店にて鈴木 心とイベントを初開催！
- 7月5日〜14日 福岡 レアル・ルチャ・リブレで修行！磁雷矢校長、選手等から指導を受ける
- 7月6日  福岡・レアルルチャブレ さいとぴあ多目的ホール大会に初参戦！8人タッグマッチ　磁雷矢、石切、七星、神功（2-1）咬牙、遊星、リアム・エリック、斗真　①●神功（23分39秒、体固め）遊星◯※メテオスプラッシュ　②◯石切（25分35秒、体固め）咬牙●※450°スプラッシュ　③◯磁雷矢（30分30秒、ニンジャ・ラナ）斗真●　※2-1で磁雷矢組の勝利
- 7月7日 七星デビュー3周年とレアル・ルチャ生誕16周年を兼ねた『七夕トークバトル🎋しゃべリブレ🇲🇽　七星contra磁雷矢』を開催！
- 7月18日 静岡県北方領土を考える教育者会議の理事となる
- 7月19日 群馬・クラブジャマーズ WWSプロレスに初参戦！第4試合サブメイン ●七星(11分3秒、腕固め)○杏ちゃむ
- 8月2日 静岡県伊豆市　修善寺駅西口広場　伊豆あちこちプロレスは台風接近の為中止
- 8月21日 東京・両国サンライズ　ハルミプロレス (マット) に参戦予定。既報対戦カード　梶トマト&キラ☆アンvs仲川翔大＆七星
- 8月31日 大阪・港区プロレス祭りに参戦予定。セミファイナル6人タッグマッチ!　チームさくら（レディくらら、晴斗希、レディせりな）vs極悪シャーク軍団（ブロンコ・シャーク、ブラック・シャーク、七星）
- 9月4日 北都プロレス 上士別町大会（上士別構造改善センター駐車場）

## 得意技
- メテオロス・デ・スコルピオ（蠍座流星群）...変形デスロック
- メテオロス・デ・サジタリオ（射手座流星群）
- ラ・オサマジョール（北斗七星）
- アンヘル・オ・ディアブロ(天使か悪魔)👼😈
- スタナー
- スリングブレイド
- トルティージャ
- ラ・マヒストラル

## 使用技
- コーナートップからのプランチャ
- 高速ブレーンバスター
- ハローチャ

## 入場曲
- High☆jump! （歌：七星 / 作詞：七星 / 作曲：ISAO SEKINE）

## 伊豆あちこちプロレス（ACHi-KOCHi PRO WRESTING）
- はじめまして!プロレスラー七星です。静岡県の伊豆をマットプロレス盛り上げるため、2024年4月に「伊豆あちこちプロレス」をスタートしました 。年齢、性別、障害の有無に関わらず、 気軽に、楽しく、プロレスショーを楽しんでいただきたい!そういった想いから観覧無料にこだわっています。そして何より地域密着!伊豆あちこちプロレスは素人軍団! プロレスラーになりたかった。でも今は家庭や仕事がある。そんな人達がヒーローになれる場所を提供しています。また、イベントではちびっこのマット運動体験も行います!子ども達の体力向上や、人前に立つという経験。 自分には輝くものがある!という自信を育みます。伊豆あちこちプロレスに参加してみませんか？

## メディア出演
- 映画 『無理しない ケガしない 明日も仕事！ 新根室プロレス物語』 出演、挿入歌『GO!GO!シンネムロ』
- 戦後８０年 元島民３世の覆面プロレスラー 北方領土への思い　NHK北海道
- 戦後80年 元島民3世の女子プロレスラー『北方領土問題』解決訴え　テレビ朝日系列『大下容子ワイド!スクランブル』